# 富有
富有（ふゆう）または富有柿（ふゆうがき）は、甘柿の品種の1つである。

## 特徴
晩成の代表品種で11月中下旬が収穫期になる。完全甘柿で甘みが強く、肉厚、果肉が柔らかい、280グラム程度になるよう栽培出来るのが特徴。花は雌花のみが着き、単為結果性がやや低いため、安定生産のためには受粉の必要がある。早期落果性も後期落果性も低い。

## 栽培
現在では、西日本を中心に各地で栽培され、甘柿で最も生産量が多い。発祥の地である岐阜県瑞穂市とその周辺の揖斐郡大野町、池田町、揖斐川町、本巣市、大垣市、岐阜市などでも生産は盛んである。
県別の生産量は農林水産省の特産果樹生産動態等調査によると、1位奈良県（860.0トン）、2位岐阜県（594.1トン）、3位福岡県（573.1トン）、4位和歌山県（485.7トン）、5位香川県（152.8トン）の順になっている。

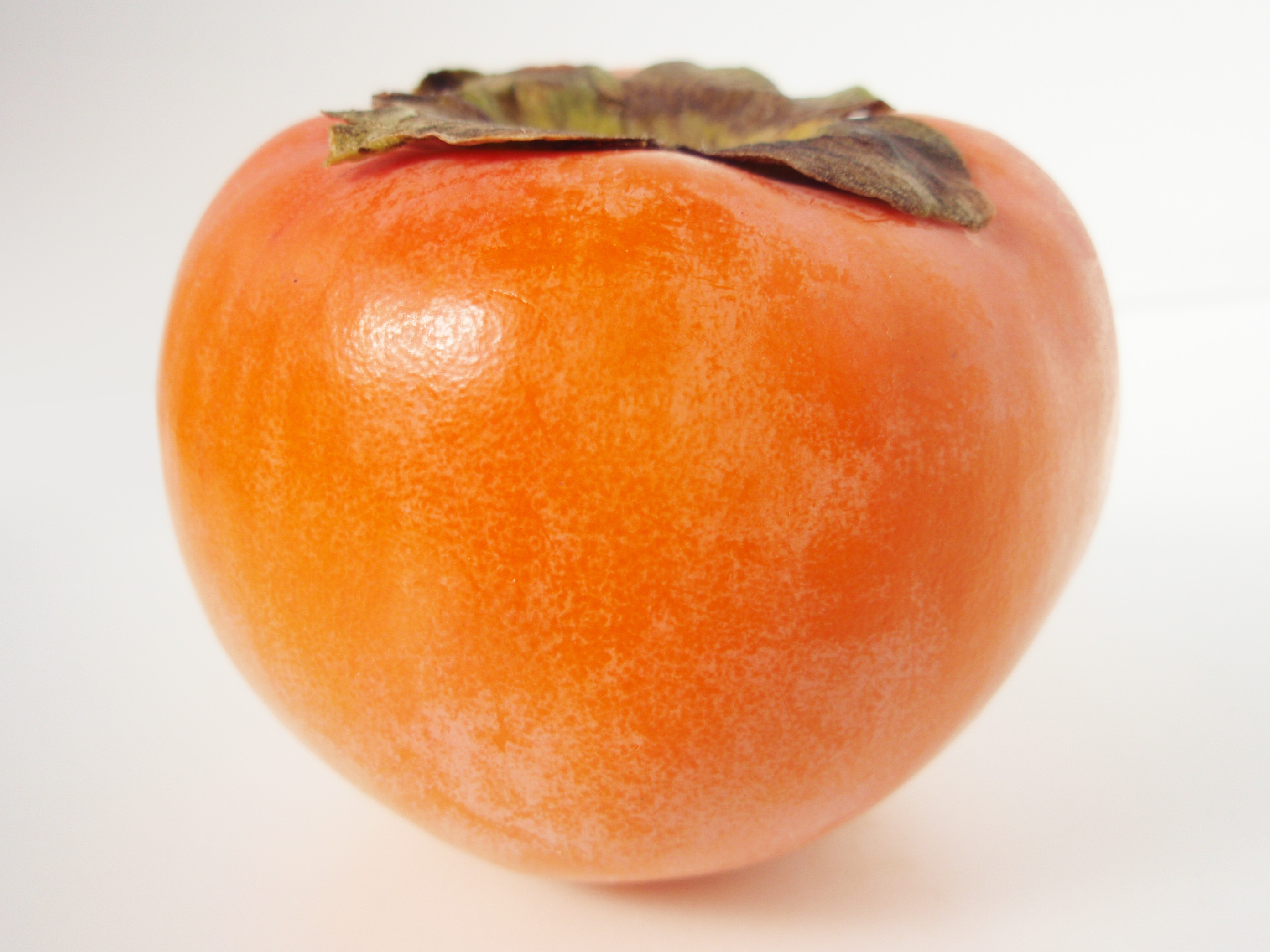
富有
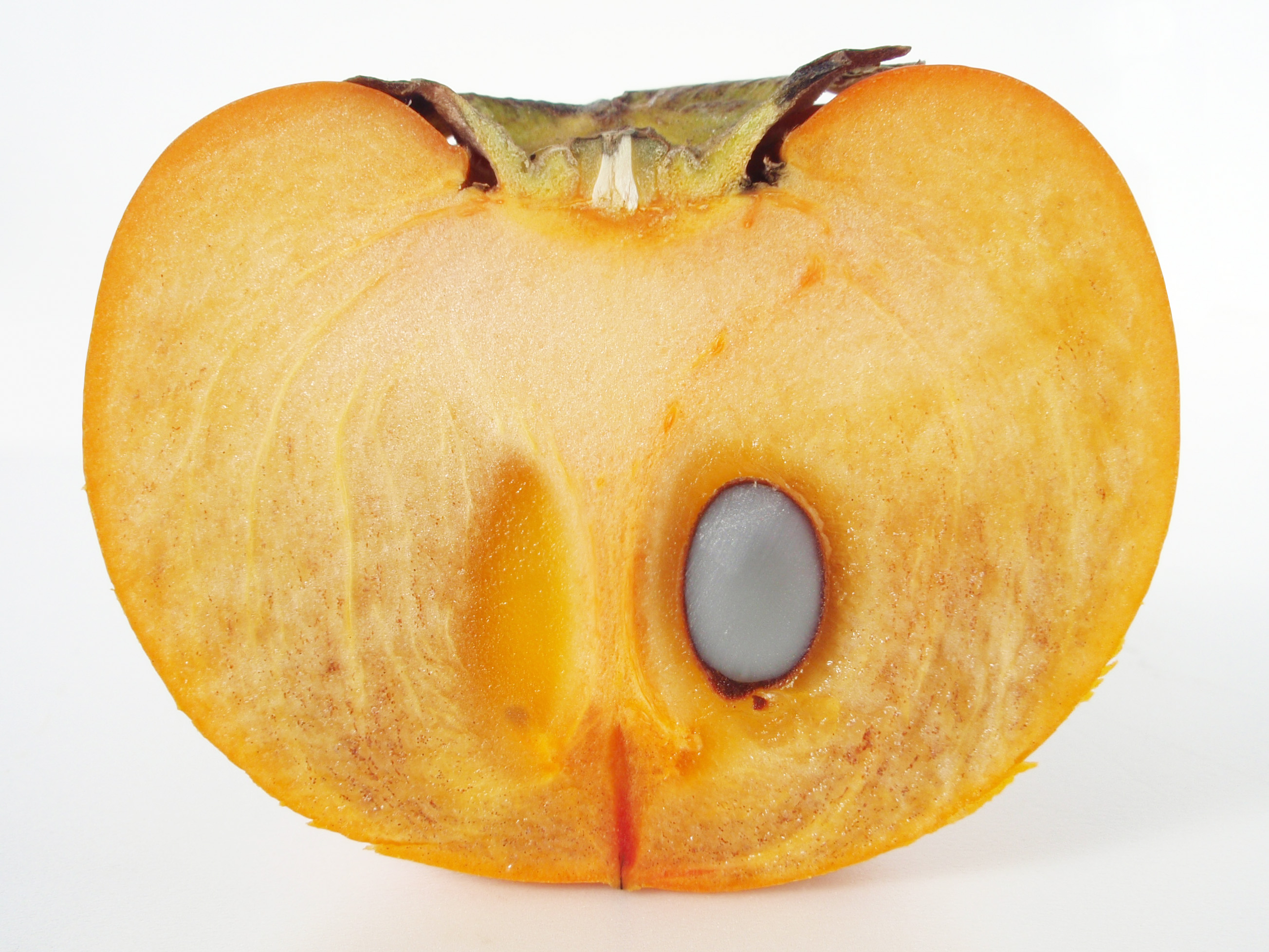
富有の断面
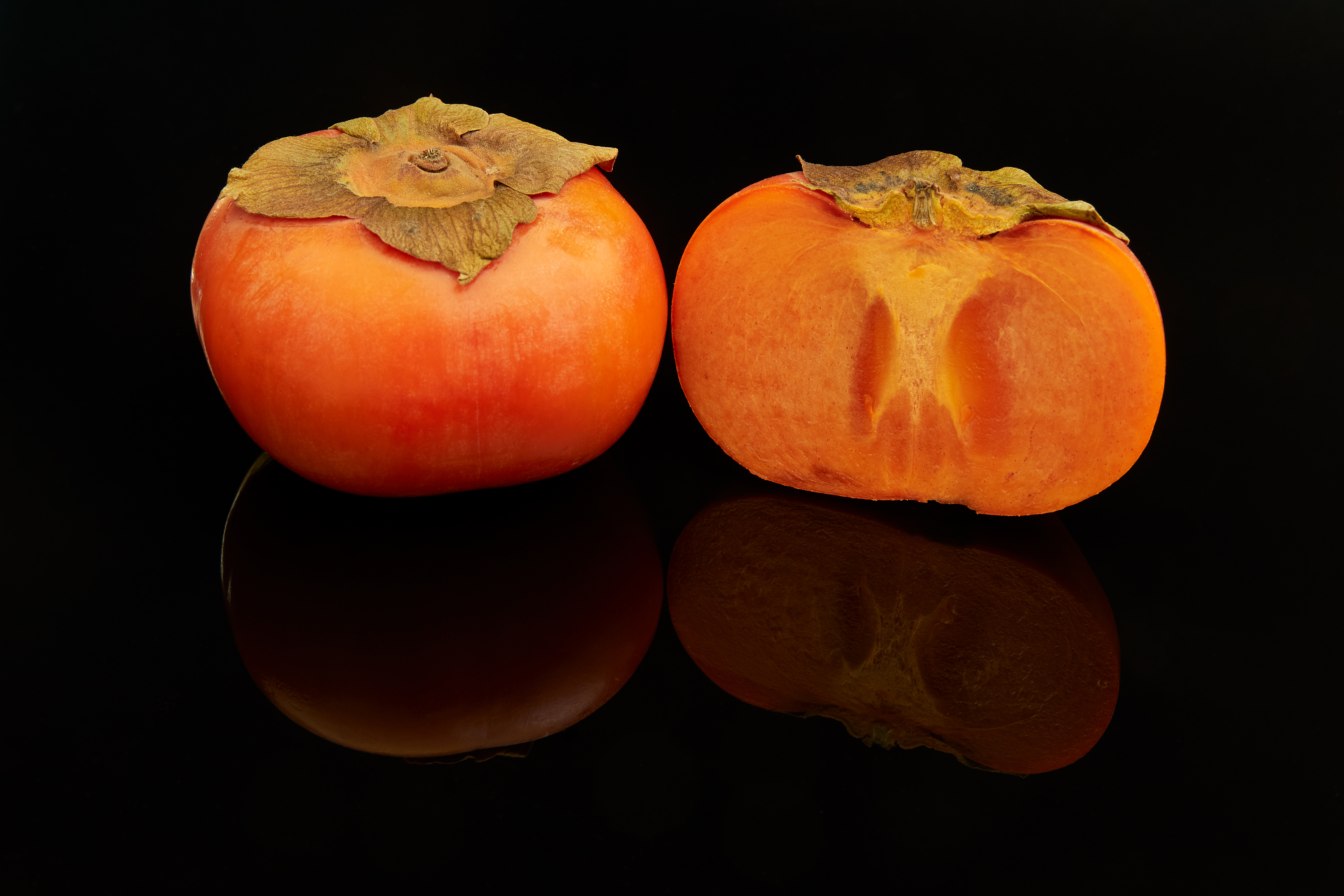
上からの撮影

## 沿革
1820年（文政3年）頃小倉ノブが御所柿を現在の瑞穂市居倉にあった家屋近辺に植樹する。その後、1857年（安政4年）ノブの孫である小倉初衛により本格的に柿の栽培が始められる。この御所柿は地名にちなみ「居倉御所」と呼ばれていた。
1884年（明治17年）、居倉村の福嶌才治は、在来種である居倉御所の中で、小倉長蔵の家に植えられていたものが風味・形状ともに優れていることに着目した。福嶌は小倉初衛が所有する御所柿のうち、良質の実を付ける柿の木の枝で接ぎ木を試みた。1887年（明治20年）福嶌才治は福嶌家の家督を相続し、本格的に柿栽培の研究を開始する。1892年（明治25年）、福嶌才治は自身が栽培した柿を品評会に出品し、1等に入選した。1897年（明治30年）に皇太子（後の大正天皇）が岐阜県に行啓した際には、御所柿が献上されている。
栽培が広がったこの御所柿は、各地で名前が異なっていたため、1898年（明治31年）に、福嶌はこの柿の名前を「富有」に統一しブランド化した。「富有」という名は、「礼記」中「富有四海之内」の1文から2字を取ったものである。命名については福嶌には「福寿」と「富有」の二案があり、久世亀吉（当時：川崎尋常小学校校長）に相談をした（久世神吉では無く興津園芸試験場の恩田技師であるという説もある）。
1899年（明治32年）には岐阜県農会主催の第1回蔬菜果実品評会にて富有が1等に入選する。同年、岐阜県知事の野村政明に認められ、県の柿における奨励品種になった。1903年（明治36年）には岐阜県農会による第2回蔬菜果実品評会が開催され、宮内大臣と農商務大臣が揃って来場した。富有については、天皇に献上するよう両大臣から県知事に対して指示があった。これに伴い1904年（明治37年）富有柿一籠が天皇家に献上された。
1919年（大正8年）福嶌才治逝去。1929年（昭和4年）原木が現在地に移植される。夏に芽が出ず枯死したと思われた。しかし翌年、1930年（昭和5年）に根元から芽吹いた。1972年（昭和47年）には「富有柿発祥の地」碑が建立される。1980年（昭和55年）巣南町（現在の瑞穂市）の天然記念物に指定される。
また、1988年（昭和63年）富有の変異種のすなみ柿が新品種に認定される。2008年（平成20年）袋掛け富有柿のブランド名が果宝柿に決まる。

## 変異種
- すなみ
- 松本早生富有